# Anja Pärson
Anja Sofia Tess Pärson (Umeå, 25. travnja 1981.) umirovljena je švedska alpska skijašica. Sedmerostruka je svjetska prvakinja, te olimpijska prvakinja u slalomu s Igara u Torinu 2006. godine.
Debitirala je u Svjetskom kupu 15. ožujka 1998. godine u veleslalomskoj trci u završnici sezone u švicarskoj Crans-Montani. Kvalificirala se tamo zahvaljujući naslovu juniorske svjetske prvakinje i zauzela je 25. mjesto. Do svoje prve pjobede u Svjetskom kupu nije čekala dugo. Dogodilo se to u prosincu 1998. u američkom Mammuth Mountainu u utrci slaloma. Imala je tada samo 17 godina. Svoj prvi naslov svjetske prvakinje ostvarila je na SP u St. Antonu 2001. godine u slalomu. Na istom prvenstvu osvojila je i broncu u veleslalomu. Sljedeće godine, na Olimpijskim igrama u Salt Lake Cityju osvaja srebro u veleslalomu i broncu u slalomu, utrkama u kojima je slavila, na tim Igrama gotovo nepobjediva, Hrvatica Janica Kostelić. 
Sljedeću sezonu u Svjetskom kupu završila je s malim kristalnim globusom u veleslalomu. Taj uspjeh ponovila je još i godinu poslije, te u sezoni 2005/2006. Vlasnica je kristalnog globusa iz slaloma u sezoni 2003/2004. Iste te godine postala je i ukupna pobjednica u poretku Svjetskog kupa. Taj uspjeh ponovila je i godinu poslije. 
Anja je postigla 42 pobjede u Svjetskom kupu: 17 u slalomu, 11 u veleslalomu, 6 u spustu , 4 u super-veleslalomu, 3 u kombinaciji i 1 u paralelnom slalomu. Pobjedom u kombinaciji postala je tek četvrta skijašica u povijesti koja je pobijedila u svim disciplinama Svjetskog kupa (uz Austrijanku Petru Kronberger, Šveđanku Pernillu Wiberg i Janicu Kostelić).

## Osvojeni kristalni globusi
| Sezona | Disciplina     |
| ------ | -------------- |
| 2003.  | Veleslalom     |
| 2004.  | Veleslalom     |
| 2004.  | Slalom         |
| 2004.  | Ukupna pobjeda |
| 2005.  | Ukupna pobjeda |
| 2006.  | Veleslalom     |

## Neke pobjede u Svjetskom kupu
| Datum              | Skijalište           | Disciplina |
| ------------------ | -------------------- | ---------- |
| 3. prosinca 1998.  | Mammuth Mountain     | Slalom     |
| 9. prosinca 2001.  | Sestrieres           | Slalom     |
| 29. prosinca 2001. | Lienz                | Slalom     |
| 5. siječnja 2002.  | Maribor              | Slalom     |
| 6. siječnja 2002.  | Maribor              | Slalom     |
| 20. studenog 2002. | Aspen                | Slalom     |
| 15. prosinca 2002. | Sestrieres           | Slalom     |
| 19. siječnja 2003. | Cortina d'Ampezzo    | Veleslalom |
| 25. siječnja 2003. | Maribor              | Veleslalom |
| 26. siječnja 2003. | Maribor              | Slalom     |
| 6. ožujka 2003.    | Åre                  | Veleslalom |
| 28. studenog 2003. | Park City            | Veleslalom |
| 29. studenog 2003. | Park City            | Slalom     |
| 16. prosinca 2003. | Madonna di Campiglio | Slalom     |
| 28. prosinca 2003. | Lienz                | Slalom     |
| 5. siječnja 2004.  | Megeve               | Slalom     |
| 24. siječnja 2004. | Maribor              | Veleslalom |
| 25. siječnja 2004. | Maribor              | Slalom     |
| 7. veljače 2004.   | Zwiesel              | Veleslalom |
| 8. veljače 2004.   | Zwiesel              | Slalom     |
| 21. veljače 2004.  | Åre                  | Veleslalom |
| 14. ožujka 2004.   | Sestrieres           | Veleslalom |
| 23. studenog 2004. | Sölden               | Veleslalom |
| 23. siječnja 2005. | Maribor              | Slalom     |
| 25. veljače 2005.  | San Sicario          | Super-G    |
| 26. veljače 2005.  | San Sicario          | Spust      |
| 11. prosinca 2005. | Aspen                | Slalom     |
| 22. prosinca 2005. | Špindleruv Mlyn      | Slalom     |
| 28. prosinca 2005. | Lienz                | Veleslalom |
| 13. siječnja 2006. | Bad Kleinkirchheim   | Spust      |
| 27. siječnja 2006. | Cortina d'Ampezzo    | Super-G    |
| 4. veljače 2006.   | Oftershhwang         | Veleslalom |
| 11. ožujka 2006.   | Levi                 | Slalom     |
| 15. ožujka 2006.   | Åre                  | Spust      |
| 15. ožujka 2007.   | Lenzerheide          | Super-G    |

## Vanjske poveznice
- Službena stranica
- FIS profil